# Papestra quadrata
Papestra quadrata är en fjärilsart som beskrevs av Smith 1891. Papestra quadrata ingår i släktet Papestra och familjen nattflyn. Inga underarter finns listade i Catalogue of Life.